# Michel-Ange-Molitor
Michel-Ange-Molitor è una stazione delle linee 9 e 10 della metropolitana di Parigi.

## La stazione
Il nome della stazione proviene dalle strade sovrastanti la stessa ed in particolare dalla rue Michel-Ange e dalla rue Molitor.
Sulla linea 10, la stazione serve soltanto la direzione verso Gare d'Austerlitz. Esiste poi la stazione Michel-Ange Auteuil che serve la linea in senso inverso, ovvero nella sola direzione verso Boulogne.

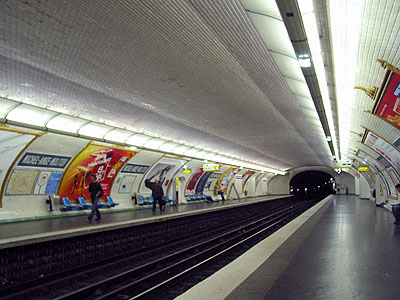
La banchina della linea 9
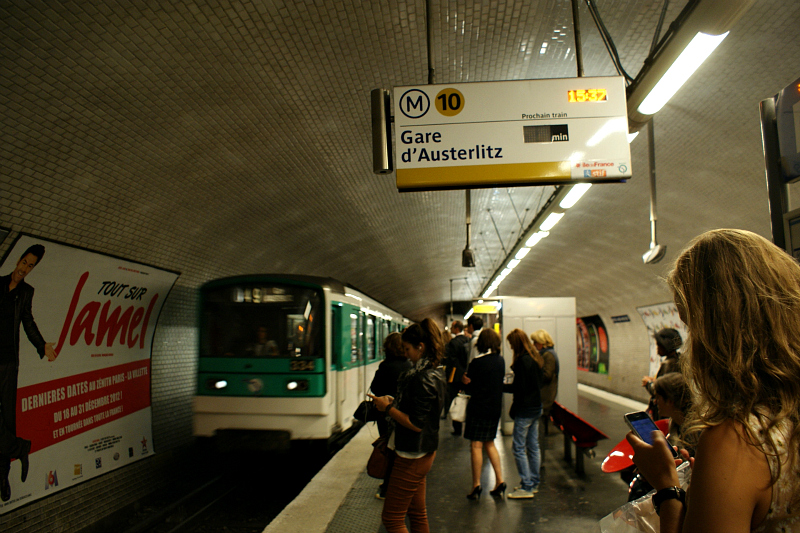
La banchina della linea 10

### Accessi
Sulla line 9, esiste un'unica uscita in direzione di Mairie de Montreuil che porta all'incrocio fra rue Michel Ange e rue Molitor.
Sulla linea 10, l'uscita est porta anch'essa all'incrocio delle due strade che danno il nome alla stazione.

## Interconnessioni
- Bus RATP - 62